# Simboli di Dublino

Lo stemma civico di Dublino

La bandiera di Dublino

Lo stemma civico di Dublino rappresenta tre castelli o tre torri in fiamme su sfondo azzurro, a lato ha come tenenti due figure femminili.

## Storia

### Stemma
Lo stemma apparve per la prima volta in un sigillo nel XIII secolo, anche se la rappresentazione era sensibilmente differente da quello attuale: vi era raffigurato il castello di Dublino con nella torre centrale delle sentinelle che suonano l'allarme e nelle torri laterali degli arcieri pronti a difesa: l'intento non doveva essere quello di raffigurare un assedio storicamente avvenuto quanto esaltare la prontezza dei cittadini e la loro caparbietà a difendere la città.
Successivamente lo stemma venne modificato fino a raggiungere l'aspetto attuale: i castelli sono divenuti tre (numero dal significato mistico), sono scomparse le figure a difesa, ma lo zelo difensivo della popolazione viene comunque dalle torri in fiamme di ogni castello. In realtà i castelli potrebbero non essere tali ma rappresentare tre torri di guardia presenti anticamente sulle porte delle mura cittadine.
Lo stemma ufficiale, concesso al City Council da Daniel Molyneux (all'epoca Ulster King-of-Arms e principale araldista dell'Irlanda) nell 1607, ha accanto anche due figure umane che rappresentano la Giustizia, con la bilancia, e la Legge, con la spada, entrambe impugnano un ramo di olivo mentre ai loro piedi un campo fiorito simboleggia gioia e speranza. Talvolta le due figure vengono sostituite da uno scettro (Giustizia) e da una spada con in punta una bilancia (Legge).
Il motto in latino Obedientia Civium Urbis Felicitas ha come traduzione ufficiale in inglese The obedience of the Citizens produces a happy City con il significato di "felice è la città dove i cittadini obbediscono".

### Bandiera

Bandiera della contea di Dublino

La bandiera di Dublino fu creata nel 1885; essa riprende la bandiera "nazionale" del periodo (verde con l'arpa d'oro, molto simile all'attuale bandiera del Leinster) inserendo nel cantone un quarto blu con i tre castelli in fiamme dello stemma. La bandiera è esposta in maniera abbastanza diffusa in città e sventola sempre davanti al Municipio cittadino accanto al tricolore irlandese. Negli ultimi anni è stata usata anche una versione "verticale" con i tre castelli nella parte superiore. Un'altra versione, non ufficiale, è quella creata a partire dalla bandiera della contea di Dublino, divisa verticalmente in blu e azzurro, aggiungendo al centro lo stemma civico e le scritte Dublin, in alto, e Baile Átha Cliath, in basso.